# Prende
Prende var kärlekens, skönhetens och fruktbarhetens gudinna i illyrisk mytologi, gift med åskguden Perendi.  I albanska folksagor kallas hon skönhetsgudinna (på albanska zoja e bukurisë). 
Prende dyrkades av illyrer och senare av albaner.